# NGC 6488
NGC 6488 (другие обозначения — MCG 10-25-98, ZWG 300.76, ARAK 533, NPM1G +62.0221, PGC 60918) — галактика в созвездии Дракон.
Этот объект входит в число перечисленных в оригинальной редакции «Нового общего каталога».